# آرشي مانينغ
آرشي مانينغ (بالإنجليزية: Archie Manning)‏ هو لاعب كرة قدم أمريكية أمريكي، ولد في 19 مايو 1949 في درو في الولايات المتحدة.

## وصلات خارجية
- آرشي مانينغ على موقع مرجع كرة القدم المحترفة.كوم (الإنجليزية)
- آرشي مانينغ على موقع كلية كرة القدم في سبورتس رفرنس.كوم (الإنجليزية)
- آرشي مانينغ على موقع قاعة لويزيانا للمشاهير الرياضية (الإنجليزية)
- آرشي مانينغ على موقع قاعة ميسيسيبي للمشاهير الرياضية (الإنجليزية)
- آرشي مانينغ على موقع الموسوعة البريطانية (الإنجليزية)
- آرشي مانينغ على موقع إن إن دي بي (الإنجليزية)